# Mujeres y criados
Mujeres y criados es una comedia de Lope de Vega inédita hasta su casual recuperación en 2010. Se encuentra en la Biblioteca Nacional de España, con signatura Mss/16915 y está firmada por "Belardo", uno de los seudónimos de Lope de Vega.

## Historia
Se sabía con certeza que existía esta obra y que era de Lope de Vega porque aparecía en un listado de comedias auténticas del dramaturgo; pero no se sabía nada más de ella, a excepción del título, hasta el descubrimiento en 2010 de una copia del manuscrito en la Biblioteca Nacional de España.
Se cree que data de 1613-1614 aproximadamente por la estructura métrica del texto. Hace unos 400 años que se le había perdido la pista hasta que Alejandro García-Reidy (investigador español vinculado a los grupos de investigación CATCOM, de la [Universidad de Valencia], y ProLope, de la Universidad Autónoma de Barcelona), localizó la copia manuscrita del siglo XVII en la Biblioteca Nacional de España y demostró que el texto que contenía era el de la comedia de Lope.
La obra llegó a los fondos de la Biblioteca Nacional como parte de la compra en 1886 de la Biblioteca de Osuna. El manuscrito presenta un tamaño habitual en cuarto y está formado por 56 folios, con encuadernación moderna. Está copiado por una sola mano con letra del siglo XVII, que numera los folios de manera independiente en cada acto. La letra pertenece a Pedro de Valdés (autor), el director de una de las compañías de teatro más conocidas de aquella época. Él fue la persona que transcribió el texto de Lope y lo llevó a los escenarios por primera vez entre 1613 y 1631. 
El manuscrito se encuentra en buen estado aunque con algún deterioro por la humedad en su segunda mitad. A pesar de esto, el manuscrito es totalmente legible y se pueden ver algunas anotaciones en sus páginas.
Aunque no se trate de un manuscrito autógrafo de Lope, la autoría de la comedia es indiscutible por criterios objetivos y la construcción dramática de la acción. Y es que, García Reidy demostró con todo lujo de detalles y argumentos la autoría de Lope de Vega en un artículo científico que  publicó en la Revista de Literatura del CSIC: 

...varios elementos internos del texto y la relación que guarda el manuscrito con noticias proporcionadas por documentación de la época confirmarían que se trata de la obra del Fénix de los Ingenios: el análisis métrico se ajusta perfectamente a los usos del dramaturgo en torno a los años 1613 y 1614.

La obra ha sido publicada gratuitamente en internet, editada por la editorial Gredos y llevada a los escenarios tanto a nivel nacional como internacional.
Se puede ver la obra completa digitalizada en la Biblioteca Digital Hispánica.

## Contexto
Escrita y representada hacia 1613-1614. Según los expertos, son años en los que Lope se encontraba en una etapa de plena madurez creativa, cuando su éxito estaba en su mayor esplendor. Se trata de una obra de enredo, engaños, triángulos amorosos y conflictos sociales que se sitúa en Madrid y explica la historia de dos hermanas que intentan deshacerse de sus pretendientes indeseados, dos hombres adinerados, para poder estar con los hombres a los que realmente desean, dos criados.
Aquí Lope vuelve a dar un papel predominante a la mujer y juega con las clases sociales entre los protagonistas.

## Argumento
La comedia cuenta las aventuras y desventuras de dos hermanas que viven en el Madrid del siglo XVII. Ambas mantienen en secreto un romance, pero todo se complica cuando un aristócrata y un adinerado señor pretenden casarse con las protagonistas, ya que cuentan con el beneplácito del padre de estas; Luciana ama a Teodoro, camarero. El conde Próspero pretende a Luciana. Violante ama a Claridán, secretario. El noble Don Pedro pretende a Violante. Es entonces cuando las hermanas intentan deshacerse de sendos pretendientes para poder estar con sus amados.
Los personajes de la obra son:
- Luciana
- Violante
- Claridán
- Teodoro
- El conde próspero
- El noble Don Pedro